# Aproximante nasal palatal
A aproximante nasal palatal é um tipo de consoante utilizado em algumas línguas orais. O símbolo no Alfabeto Fonético Internacional que representa o seu som é j̃, que é um j com um til. O símbolo equivalente no X-SAMPA é j~.

## Características
- Seu modo de articulação é o aproximante, o que significa que é produzida pelo estreitamento do trato vocal no local da articulação, mas não o suficiente para produzir uma corrente de ar turbulenta.
- Seu ponto de articulação é palatino, o que significa que é articulado com a parte média ou posterior da língua elevada ao palato duro.
- Sua fonação é sonora, o que significa que as cordas vocais vibram durante a articulação.
- É uma consoante nasal, o que significa que o ar pode escapar pelo nariz, neste caso, além da boca.
- O mecanismo da corrente de ar é pulmonar, o que significa que é articulado empurrando o ar apenas com os pulmões e o diafragma, como na maioria dos sons.

## Ocorrência
| Língua     | Palavra                | IPA         | Tradução         | Notas                                                                   |
| ---------- | ---------------------- | ----------- | ---------------- | ----------------------------------------------------------------------- |
| Hindustâni | संयम / sanyama          | [səj̃jəm]    | 'Paciência'      | Alofone de /ɲ/ antes de /j/.                                            |
| Caingangue | [j̃ũ]                   | [j̃ũ]        | 'Bravo'          | Possível realização inicial de palavra de /j/ antes de uma vogal nasal. |
| Lombardo   | bisògn de              | [biˈzɔj̃ d̪e] | 'Necessidade de' | Alofone de /ɲ/ antes de uma consoante.                                  |
| Polonês    | państwo                | [ˈpãj̃stfɔ]  | 'País'           | Alofone de /ɲ/ na posição de coda ou antes das fricativas.              |
| Português  | sonho                  | [ˈsõj̃ʊ]     |                  | Resultado de influência de nheegatú no português brasileiro             |
| Português  | cães                   | [kɐ̃j̃s]      |                  | Na maioria dos dialetos                                                 |
| Português  | me ame!                | [ˈmj̃ɐ̃mi]    |                  | Apenas em alguns dialetos                                               |
| Xipibo     | [ exemplo necessário ] |             |                  |                                                                         |